# Воля-Цирусова-Кольонія
Воля-Цирусова-Кольонія (пол. Wola Cyrusowa-Kolonia) — село в Польщі, у гміні Дмосін Бжезінського повіту Лодзинського воєводства.
Населення — 209 осіб (2011).
У 1975-1998 роках село належало до Скерневицького воєводства.

## Демографія
Демографічна структура станом на 31 березня 2011 року:
|          | Загалом | Допрацездатний вік | Працездатний вік | Постпрацездатний вік |
| -------- | ------- | ------------------ | ---------------- | -------------------- |
| Чоловіки | 89      | 11                 | 70               | 8                    |
| Жінки    | 120     | 16                 | 67               | 37                   |
| Разом    | 209     | 27                 | 137              | 45                   |